# 鹿沼市消防本部
鹿沼市消防本部（かぬまししょうぼうほんぶ）は、栃木県鹿沼市の消防部局（消防本部）。管轄区域は鹿沼市全域。

## 概要
- 消防本部：鹿沼市上殿町520-1
- 管内面積：490.64km2
- 職員定数：130人
- 消防署1カ所、分署3カ所
- 主力機械（2019年4月1日現在）
  - 普通消防ポンプ自動車：4
  - 水槽付消防ポンプ自動車：4（うち予備車1）
  - はしご付消防自動車：1
  - 化学消防自動車：1
  - 大型水槽車：2
  - 高規格救急自動車：5
  - 救助工作車：1
  - 資機材搬送車：2
  - 指揮車：1
  - 指令広報車：4
  - 広報車：2
  - 火災予防PR車：1
  - 査察車：2
  - 事務連絡車：5
  - 林野工作車：1

## 沿革
- 2006年1月1日　上都賀郡粟野町を編入合併する。1972年4月に鹿沼市・粟野町の1市1町で設立した鹿沼地区広域行政事務組合消防本部を解散し、鹿沼市消防本部を開設する。
- 2006年　本署と東分署の指揮車を更新する。
- 2006年12月　大型水槽車を更新する。
- 2007年12月　救助工作車を更新する。
- 2008年 4月　東分署が新築移転する。
- 2009年 3月　林野火災工作車を導入する。

## 組織
- 本部 - 消防総務課、予防課、地域消防課、警防救急課、通信指令課
- 消防署 - 警防第1課、警防第2課

## 消防署

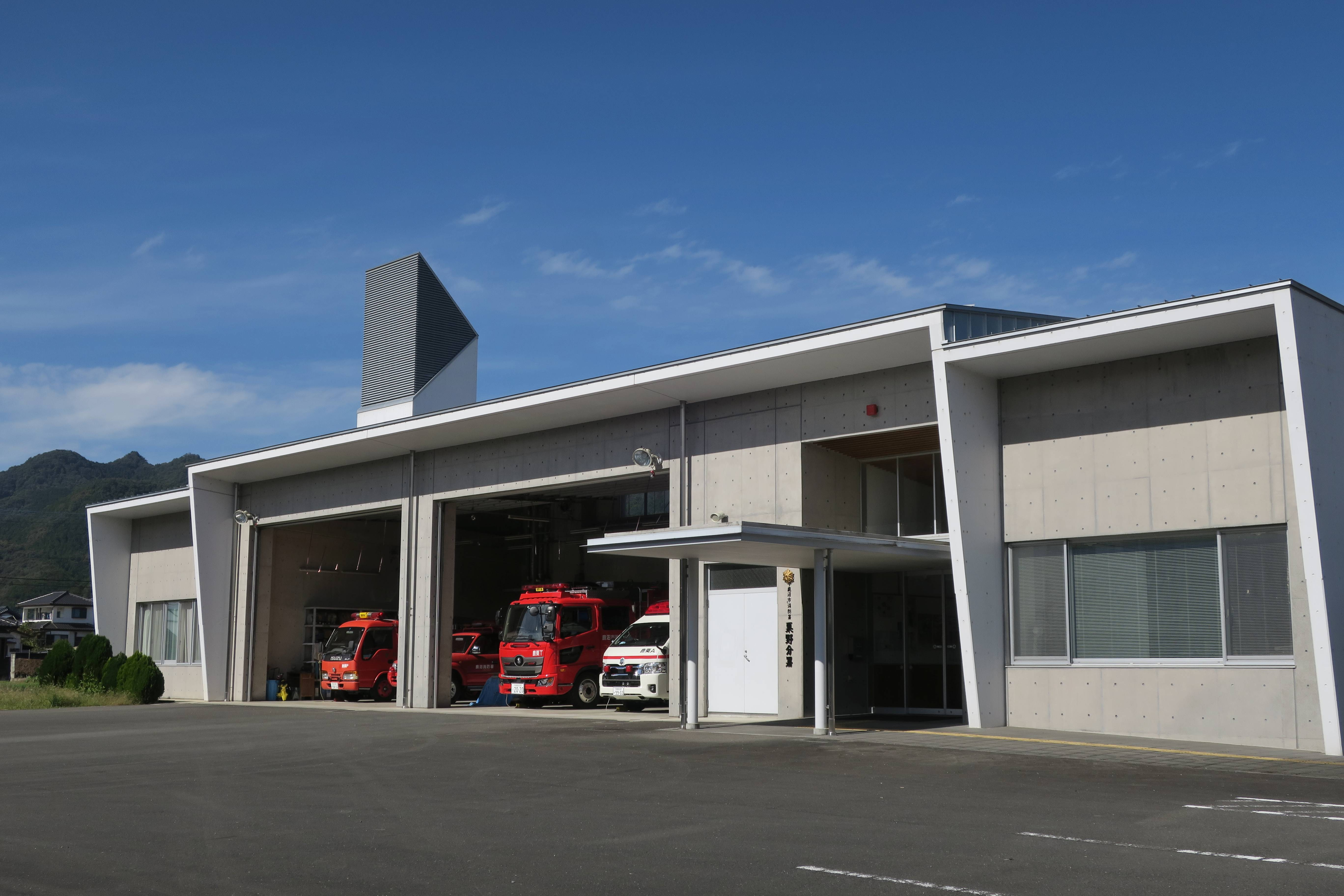
粟野分署

出典：
| 消防署       | 住所              | 分署                                                                              |
| ------------ | ----------------- | --------------------------------------------------------------------------------- |
| 鹿沼市消防署 | 鹿沼市上殿町520-1 | 粟野分署：鹿沼市口粟野1913-1 東分署：鹿沼市さつき町14-2 北分署：鹿沼市玉田町455-6 |